# Bataille de Guinegatte (1513)
Pour l’article homonyme, voir Bataille de Guinegatte (1479).
« Journée des éperons » redirige ici. Ne pas confondre avec Bataille des Éperons d'Or.
Guerre de la Ligue de Cambrai
Batailles
- Casaloldo (it) (10 mai 1509)
- Agnadel (14 mai 1509)
- Padoue (15 - 30 septembre 1509)
- Polesella (it) (22 décembre 1509)
- Monselice (1509-1510)
- Val Vestino (1510-1517)
- Villamarina (19 juillet 1510)
- Capo di Monte (8 septembre 1510)
- Mirandola (1510 - 1511) (it)
- Trévise (1511)
- Brescia (18 février 1512)
- Ravenne (11 avril 1512)
- Navarre (1512)
- Saint-Mathieu (10 août 1512)
- Blancs-Sablons (22 avril 1513)
- Brest (24 avril 1513)
- Novare (6 juin 1513)
- Guinegatte (16 août 1513)
- Dijon (8 - 13 septembre 1513)
- Flodden Field (9 septembre 1513)
- La Motta ou Creazzo (7 octobre 1513)

La deuxième bataille de Guinegatte, dite Journée des éperons, oppose le 16 août 1513 à Guinegatte (aujourd'hui Enguinegatte, dans le Pas-de-Calais) les troupes françaises de Louis de Longueville et Jacques de La Palice, destinées à libérer la place assiégée de Thérouanne, aux troupes anglo-germaniques commandées par Thomas Wolsey (futur cardinal-archevêque d'York), qui remportent la victoire de façon écrasante. Les deux commandants français, ainsi que le chevalier Bayard et Jacques d'Amboise, fils de Jean IV d'Amboise, sont faits prisonniers par les Anglais et emmenés à Londres.
Cette victoire permet à Henri VIII et Maximilien d'Autriche, coalisés contre Louis XII au sein de la Ligue catholique (1511), de terminer victorieusement la quatrième guerre d'Italie.
Cette bataille a été immédiatement appelée la « Journée des éperons » parce que la cavalerie française y aurait fait plus usage des éperons pour quitter le champ de bataille que des armes pour combattre.

## Contexte
En octobre 1511, le pape Jules II a formé la coalition de la Ligue catholique avec la république de Venise et Ferdinand d'Aragon afin de s'opposer aux ambitions territoriales de Louis XII, maître du duché de Milan ; Henri VIII y entre dès le mois de novembre et Maximilien d'Autriche s'y joint en mai 1512.
À la suite de sa défaite à Novare (6 juin 1513), Louis XII doit ramener son armée d'Italie afin de défendre le territoire français, en particulier contre une expédition anglaise en préparation à Calais.

## Préliminaires: le siège de Thérouanne

### Les préparatifs anglais à Calais (mai-juin 1513)
Au mois de mai 1513, les troupes anglaises commencent à se rassembler dans Calais pour former l'armée de George Talbot, comte de Shrewsbury, Lord Grand Intendant. Shrewsbury est promu lieutenant-général le 12 mai, le commandement de la flotte d'invasion incombant à John Hopton.
Le 17 mai, le roi Henri annonce aux Cinq-Ports et à Édouard Poynings, connétable du château de Douvres, qu'il prend le commandement en chef de l'expédition en France, et qu'il a nommé des commissaires chargés de réquisitionner tout navire en état d'appareiller. Pendant l'absence du roi « outre-mer » (ad partes transmarinas), Catherine d'Aragon doit gouverner l'Angleterre et le Pays de Galles en tant que Rectrix et Gubernatrix.
La « chronique de Calais » (Chronicle of Calais) d'Edward Hall a conservé les dates d'arrivée sur le continent des officiers d'Henri VIII à partir du 6 juin 1513.

### Le départ de l'expédition anglaise (30 juin)
Henri VIII débarque à Calais le 30 juin 1513 avec le gros de son armée, quelque 11 000 hommes. Cette armée, réunie par le cardinal Thomas Wolsey, ayant fonction d’aumônier, comprend des corps de toutes armes : la cavalerie, l’artillerie, l’infanterie et les francs-archers, équipés désormais de flèches à pointe en fer pour transpercer les armures avec davantage d'efficacité. Huit cents lansquenets précèdent Henri.
L'armée anglaise prend la direction de Thérouanne, place forte française enclavée dans le territoire du comté d'Artois, qui est alors sous l'autorité de Maximilien d'Autriche, en tant que régent des Pays-Bas. Shrewsbury commande l'avant-garde forte de 8 000 hommes et Charles Somerset l’arrière-garde de 6 000 hommes.

### Les débuts du siège de Thérouanne
Shrewsbury fait monter une batterie et creuser des sapes en avant des remparts de la ville, mais au cours du mois de juillet 1513, il ne fait que peu de progrès contre la garnison composée de Français et d'Allemands.
La ville était défendue par Antoine de Créquy, lequel répondit jusqu'au bout par des tirs d'artillerie au bombardement anglais. Les Anglais surnomment l'un des canons français  le sifflet en raison du son qu’il émet.
L'échec des assauts successifs et l'inefficacité du siège sont connus jusqu'à Venise[réf. nécessaire]. Sur la route de Thérouanne, les Anglais avaient dû abandonner deux canons, appelés l’un Jean l’Évangéliste et l’autre le Canon Rouge, et les Français, par leurs combats d’escarmouche, parvinrent à les conserver. Edward Hall, l'auteur de la chronique de Calais, cite le comte d'Essex Henry Bourchier comme l'un des protagonistes de cette opération, et évoque un conseil donné par Rhys ap Thomas. Un agent de Marguerite de Savoie rapporte que « deux hommes entêtés » décidaient de tout, à savoir Charles Brandon qu'il appelle le Grand Écuyer et l’aumônier Wolsey.

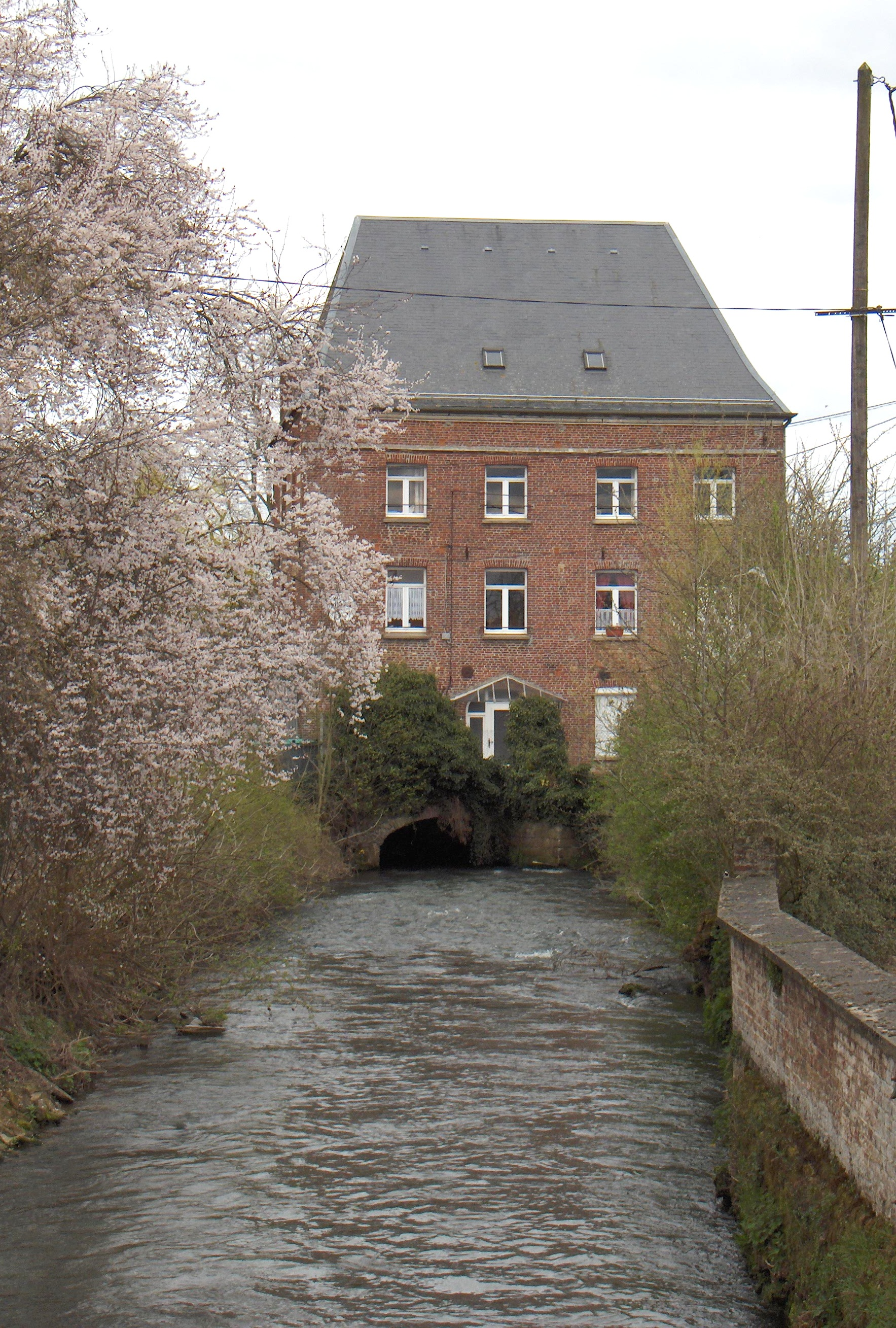
Les Français marchèrent sur Thérouanne, le long de la Lys.

Henri campait à l'est de Thérouanne, sur une forte position, décrite par les chroniques anglaises comme barricadée d'artillerie : « fauconneaux, serpentins, des arquebuses, des « flèches éprouvées » (tryde harowes), et des tréteaux de bâtons à poudre (tarasnice, arme à feu hussite projetant des carreaux) ». Le mobilier de campagne du roi Henri consistait en une cabine de bois chauffée par un poêle en fonte, couverte d'une grande tente aux couleurs bleu, jaune et blanc, surmontée des animaux héraldiques du roi : le Lion, le Dragon, le Molosse de Richmond, l'antilope, et la Vache de Dun.

### Rencontre d'Henri VIII avec Maximilien (13 août)
L’empereur Maximilien vient à Aire-sur-la-Lys au mois d’août.
Henri VIII part à sa rencontre, en cuirasse, ses gens vêtus de drap d'or, le 11 août. La cour de Maximilien porte encore le deuil[réf. nécessaire] de l'épouse de l'empereur, Blanche-Marie Sforza, morte en 1510.
Henri accueille l'empereur sous une tente de drap d’or le 13 août 1513. Selon les chroniques, ce jour est marqué par « la pire de toutes les tempêtes. » 
Apprenant qu'Henri a pu en personne recevoir l'empereur, Catherine d'Aragon écrit à Wolsey qu'elle y voit un honneur pour Henri et pour Maximilien l'occasion d'accroître sa renommée.

### L'armée française au secours de Thérouanne
Durant l'été, Louis XII envoie un corps de 800 estradiots (cavaliers légers d'origine balkanique) commandés par le capitaine Fonterailles.
Fonterailles, couvert par les batteries de canon de la citadelle, réussit à percer les lignes des assiégeants et à faire entrer dans Thérouanne des vivres et de la poudre à canon, y laissant un renfort de 80 soldats.
Les rapports envoyés à Venise font état de 300 victimes anglaises voire davantage, et citent Fonterailles pour qui « la ville pourra soutenir le siège jusqu'à la fête de la nativité de Marie » (le 8 septembre) ; mais les Vénitiens supposent que leurs informateurs français travestissent la réalité pour obtenir leur appui.

## La bataille

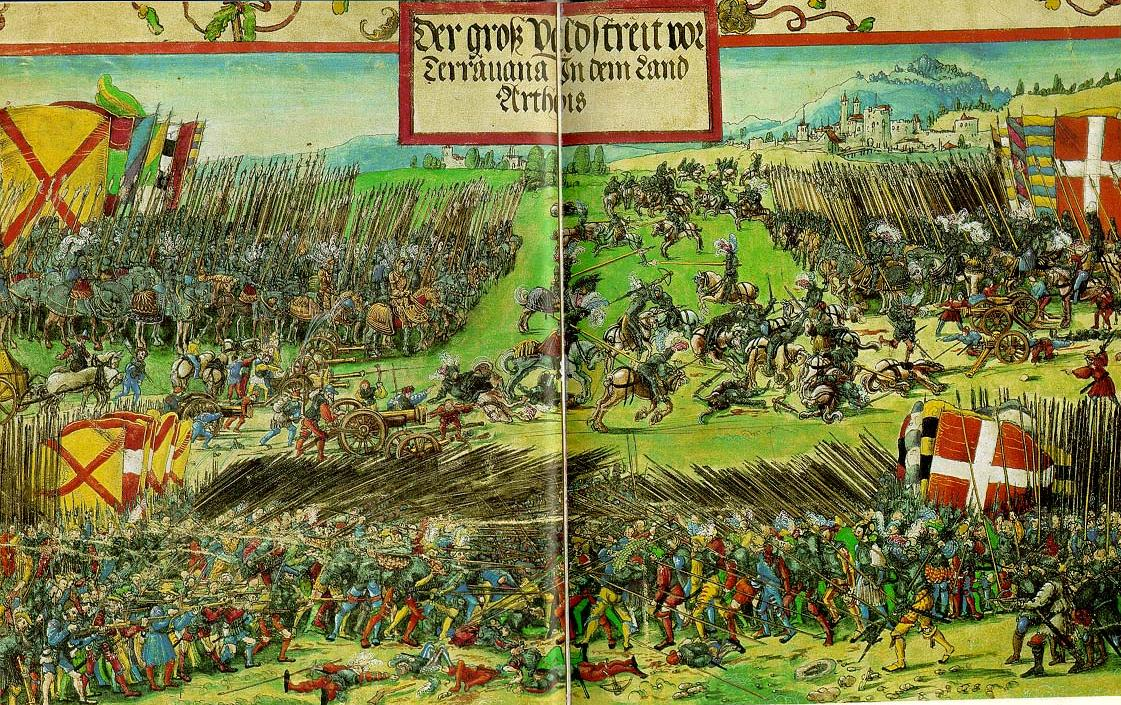
Miniature de Georg Lemberger à l’occasion du triomphe de l’empereur Maximilien Ier (1513–15).

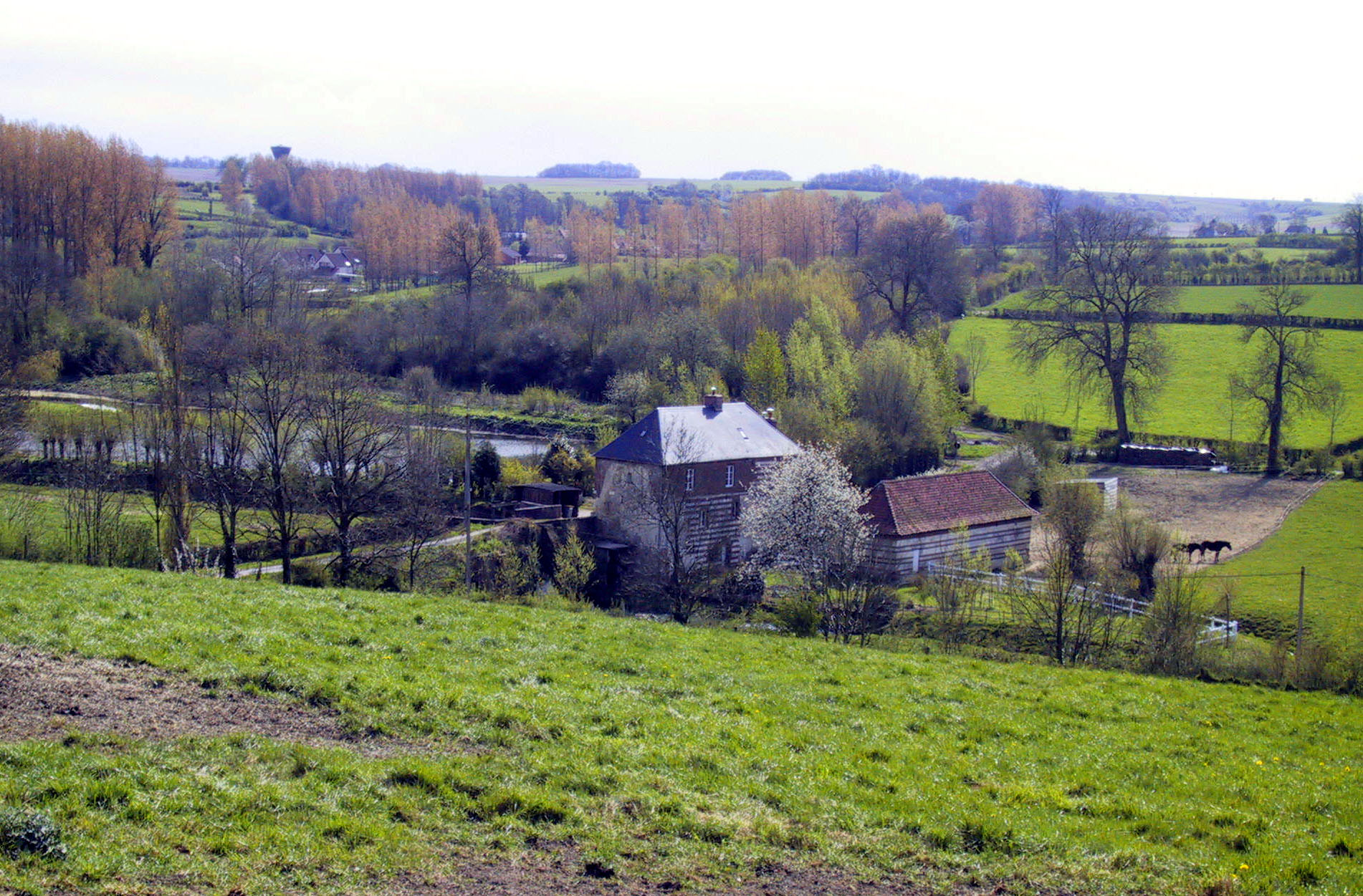
Vue d’une colline de Bomy, illustrant le champ de bataille.

### Premières manœuvres
Les Français décident un nouvel assaut pour la mi-août, avec des forces plus importantes.
La cavalerie se regroupe autour de Blangy au sud de Thérouanne. Ce corps d’armée est formé de compagnies de gens d’arme et de piquiers, appuyés de quelques unités auxiliaires. Edward Hall décrit notamment un corps de cavalerie légère formé d’estradiots, « équipés d’éperons courts, de bonnets à poil, de lances et de cimeterres : ce sont sans doute là les auxiliaires dits Albanais » des Français.
En réponse à cette menace, les pontonniers anglais jettent cinq pontons sur la Lys pour permettre un repli éventuel. Le 14 septembre Henri VIII transfère son camp à Guinegatte, après avoir chassé une compagnie de lanciers français postée autour du donjon de Guinegatte.

### L'échec de l'offensive française
Le matin du 16 août, à Blangy, l’armée française se forme en deux groupes : l’un placé sous les ordres du duc Louis de Longueville, l’autre commandée par le duc Charles IV d'Alençon, qui progressent chacune le long d'une rive de la Lys.
L’attaque se porte contre les lignes de siège de Shrewsbury et de Somerset. Mais l’assaut matinal des Français tourne à un combat long et acharné ; au milieu de l'après-midi, la cavalerie française tourne bride et prend la fuite, poursuivie par la cavalerie anglaise et impériale. « La cavalerie fut défaite entre le village de Bomy et le camp de Henri à Guinegatte. ».

### Comptes-rendus de la déroute
Cette défaite reste dans l’histoire de France comme la Journée des Éperons , allusion à la fuite désordonnée des cavaliers français. En 1518, l’ambassadeur anglais en Espagne, Lord Berners, plaisante sur la façon dont les cavaliers ont appris à galoper à la fin de la jurney of Spurres.
Le soir même de la bataille, le maître des Postes impériales, Jean Baptiste de Taxis fait donner nouvelle de la victoire à Marguerite d'Autriche, gouvernante des Pays-Bas, depuis Aire-sur-la-Lys : 
« Tôt ce jour, l’Empereur et le Roi d'Angleterre ont fait face à 8 000 cavaliers français ; l’Empereur, avec seulement 2 000 hommes, leur a tenu tête jusqu'à 16 heures, lorsqu’ils décidèrent de tourner bride. Une centaine de gens d'arme sont restés sur le terrain, et plus d'une centaine ont été faits prisonniers, parmi les plus valeureux de France ; comme le Sieur de Piennes, le Marquis de Rothelin, et d'autres. »
Henri adresse le lendemain sa propre version du combat à Marguerite d'Autriche. Il écrit que la cavalerie française se porta d’abord contre les lignes de Lord Talbot qui faisaient le blocus de la ville, et firent quelque 44 prisonniers et 22 blessés. Une manœuvre de la cavalerie impériale repoussa plus tard les chevaliers français à portée des canons, et celle-ci n'eut plus d'autre choix que de fuir.
Mais le chroniqueur Édouard Hall donne un tout autre récit. Hall, par qui l'on sait que les Français qualifièrent cet affrontement de Journée des Éperons, place l'action décisive autour d'une colline, cernée par des archers anglais postés au village de « Bomye ». La cavalerie française se serait élancée après une démonstration des Anglais organisée par le héraut de Clarenceux Thomas Benolt (en). Hall affirme que Maximilien avait conseillé à Henri de déployer de l’artillerie sur une autre colline « pour les secours » mais ne dit pas en quoi cela a joué un rôle. Bien que Henri VIII eût désiré prendre part au combat, il demeura, sur les conseils de son allié, avec la garde à pied de l'Empereur.

## Suites immédiates

### Les prisonniers français
Au terme d'une poursuite de cinq kilomètres, les Anglais font prisonniers Jacques de la Palice, Pierre Terrail de Bayard et Louis de Longueville.
Alors que l’empereur souhaitait que ses troupes combattent sous le commandement des Anglais, Hall laisse entendre qu'il y a eu une mésentente, non seulement au cours de l'assaut, mais aussi en ce qui concerne le sort des prisonniers capturés par les lansquenets, qui ont été laissés libres sans « être présentés » aux alliés.

### La prise de Thérouanne
Au cours de l’assaut, la garnison de Thérouanne avait fait une sortie, en se portant contre les lignes de Charles Somerset. Selon le rapport de Lord Herbert, trois officiers anglais de valeur sont morts dans cette opération, les Français essuyant la perte de 3 000 hommes. Neuf étendards ennemis[pas clair] sont pris, et 21 nobles en habits d'or faits prisonniers.
Le 20 août, désormais à l'abri des contre-attaques françaises, Henri rapproche son camp de la ville.
Thérouanne est prise le 22 août. Les rapports diplomatiques signalent que la garnison de Thérouanne, peu émue de l'exhibition des drapeaux pris aux forces de secours, ne se rendit au comte de Shrewsbury que par la menace d'une disette[pas clair].
Shrewsbury reçoit Henri VIII dans la place et lui remet les clefs de la ville.
Des soldats sont chargés d'abattre les remparts de la ville, surtout les trois grands bastions fortement retranchés. Comme les fossés étaient par endroits surcreusés de foyers destinés à faire de la fumée pour asphyxier les assaillants, l’ambassadeur de Milan auprès de Maximilien, Paolo da Laude, rapporte avoir appris qu'on s'en servirait pour incendier la ville une fois les remparts abattus.
Le 5 septembre, le pape Léon X, ayant appris la victoire des Anglais par l'ambassadeur de Florence, fait adresser ses félicitations au cardinal Wolsey.

## Après Guinegatte: le siège de Tournai
Le 4 septembre, les généraux alliés décident de poursuivre la campagne en se tournant contre la place de Tournai, contre l'avis d'Henri VIII qui préfèrerait se porter contre le port de Boulogne. Tournai est encore à cette date une ville vassale du roi de France, enclavée entre le comté de Flandre et le comté de Hainaut.

### Festivités à Lille (10 septembre)
Maximilien et Henri VIII traversent Saint-Pol, Saint-Venant, Neve[pas clair] et Béthune.
Le 10 septembre, Henri fait une entrée triomphale à Lille, où Marguerite d'Autriche tient sa cour. Les émissaires vénitiens signalent que, le soir même, Henri se produit au luth, à la harpe, à la flûte à bec et au cor et danse avec « Madame la Bâtarde » presque jusqu'à l'aube et, aux dires de l'ambassadeur milanais « comme un cerf ».

### Intermède: la guerre anglo-écossaise d'août-septembre 1513
La campagne d'Henri VIII avait été interrompue par la rumeur de préparatifs écossais en vue d'une invasion de l'Angleterre destinée à secourir la France, et le souverain anglais s'en était pris au héraut écossais à Thérouanne le 11 août. Finalement l'armée écossaise fut anéantie à la bataille de Flodden Field le 9 septembre 1513.
Quelques jours avant la chute de Tournai, Catherine d'Aragon avait dépêché John Glyn auprès d'Henri VIII pour lui faire remettre la cote et les gantelets ensanglantés de Jacques IV d'Écosse. Catherine suggérait à son époux de se servir de ces dépouilles comme d'une bannière, et écrivit même qu'elle n'aurait pas hésité à lui envoyer le cadavre de son ennemi « si les cœurs anglais avaient pu s'y résoudre ». On lui conseilla plutôt d'échanger le cadavre de Jacques avec le principal prisonnier français, le duc de Longueville. Longueville, qui avait été capturé à Thérouanne par le baronnet John Clarke de North Weston, est remis à la reine Catherine et mis en détention à la Tour de Londres. L’idée de ce macabre échange fut rapportée au duc de Ferrare Alphonse d'Este.

### Le siège de Tournai (10-23 septembre)
Le siège est mis devant Tournai dès le 10 septembre. Le 13, les deux souverains alliés passent les troupes en revue.

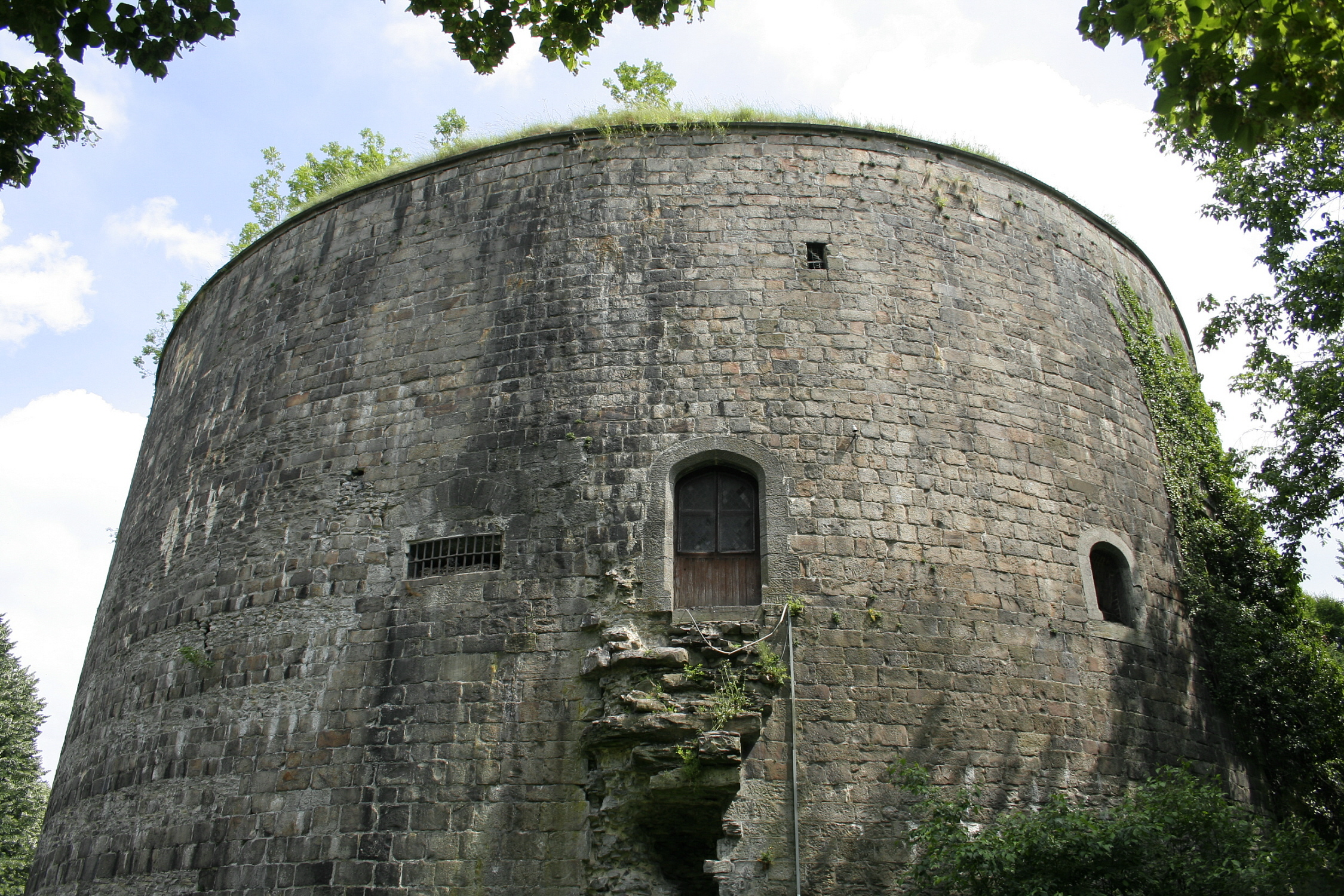
Bastion de Tournai appelé « Tour d'Henri VIII » ou « Grosse Tour », édifié sur ordre du cardinal Wolsey vers 1515.

Les défenseurs de Tournai abattent les maisons se trouvant devant les grandes portes dès le 11 septembre, et incendient les faubourgs le 13. Le 15 septembre, on demande aux femmes et aux enfants d'aider à réparer les murailles bombardées par les canons ennemis.
Le même jour, le conseil des échevins met au vote l’opportunité d'un renversement d'alliance avec le Saint Empire[pas clair]. Ce vote est « mis en surseance » (ajourné) et les citadins dépêchent des émissaires pour négocier avec Henri VIII.
Charles Brandon s'empare enfin d'une des portes, faisant démonter deux de ses statues comme trophée.
Le 20 septembre, la garnison négocie avec Henri VIII et l’évêque de Winchester Richard Fox.
Les chroniqueurs anglais, Raphael Holinshed et Richard Grafton, se méprennent sur le déroulement des événements en ville au cours du siège : ils écrivent qu'un négociateur (vaunt-parler), désespéré, aurait incendié les faubourgs pour hâter la reddition, tandis que le prévôt préparait l'opinion des bourgeois à l'idée d'une reddition.
La ville est prise le 23 septembre.
Henri assiste à la messe donnée à la cathédrale de Tournai le 2 octobre et arme chevalier plusieurs de ses capitaines. La ville fait cadeau à Marguerite d'Autriche de plusieurs tapisseries ornées de scènes inspirées du Livre de la Cité des dames de Christine de Pizan.

## Tournai sous gouvernement anglais (1513-1518)
Tournai passe sous commandement anglais avec pour gouverneur militaire le baron William Blount.
Les fortifications et la citadelle sont reconstruites entre août 1515 et janvier 1518, pour une somme d'environ 40 000 £. Les travaux sont interrompus lorsque Henri VIII commence à envisager la rétrocession de Tournai à la France, qui est réalisée par le traité de Londres (4 octobre 1518)
Les historiens anglais estiment que ces nouvelles fortifications étaient obsolètes, reflétant une conception « essentiellement médiévale » au regard des avancées réalisées à la même époque en Italie.